# Сюзьма (деревня)
Сюзьма — деревня в муниципальном образовании «Северодвинск» Архангельской области России.

## География
Деревня находится на месте впадения реки Сюзьма в Двинскую губу, на расстоянии 60 км к северо-западу от города Северодвинск, административного центра округа.

### Климат
Деревня находится на территории, относимой к районам Крайнего Севера.

### Часовой пояс
Деревня Сюзьма, как и вся Архангельская область, находится в часовой зоне МСК (московское время). Смещение применяемого времени относительно UTC составляет +3:00.

## История
Ранее деревня входила в состав Солзенского сельсовета Приморского района.

## Население
| 2002 | 2010 |
| ---- | ---- |
| 56   | ↘18  |

## Уличная сеть
- ул. Ксении Гемп,
- ул. Пабережная,
- ул. Солеварная[5].

## Достопримечательности
В деревне находится Церковь Антония Сийского.

### Карты
- Топографическая карта Q-37-128,129,130. Архангельск — 1 : 100 000
- Топографическая карта Q-37-33_34.
- Сюзьма. Публичная кадастровая карта